# Lãnh thổ ủy trị Hội Quốc Liên
1. Syria
2. Lebanon
3. Palestine
4. Transjordan
5. Mesopotamia
6. Togoland thuộc Anh
7. Togoland thuộc Pháp
8. Cameroons thuộc Anh
9. Cameroun thuộc Pháp
10. Ruanda-Urundi
11. Tanganyika
12. Tây Nam Phi

1. Lãnh thổ Uỷ trị Nam Thái Bình Dương
2. Vùng lãnh thổ New Guinea
3. Nauru
4. Tây Samoa

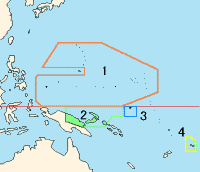
Các lãnh thổ ủy trị ở Thái Bình Dương:

Lãnh thổ Ủy trị Hội Quốc Liên là một địa vị pháp lý cho một số khu vực nhất định được chuyển từ quyền kiểm soát của một quốc gia sang nước khác sau chiến tranh thế giới thứ nhất hoặc các công cụ pháp lý có các điều khoản được quốc tế đồng ý để quản lý lãnh thổ thay mặt cho Hội Quốc Liên. Đó là bản chất của cả hiệp định và hiến pháp, trong đó có các điều khoản về quyền thiểu số cung cấp cho các quyền khiếu nại và xét xử của Toà án Quốc tế. Chế độ uỷ trị được thành lập theo Điều 22 của Công ước Liên đoàn Quốc gia, được ký kết vào ngày 28 tháng 6 năm 1919. Với sự tan rã Liên đoàn các quốc gia sau chiến tranh thế giới II, nó đã được quy định tại Hội nghị Yalta rằng các uỷ trị còn lại phải là Đặt dưới sự ủy trị của Hội Quốc liên, tùy thuộc vào các cuộc thảo luận trong tương lai và các thỏa thuận chính thức. Hầu hết các nhiệm vụ còn lại của Liên đoàn các quốc gia (ngoại trừ Nam Phi-Tây Phi) do đó cuối cùng trở thành Các lãnh thổ Tin cậy của Hội Quốc liên.

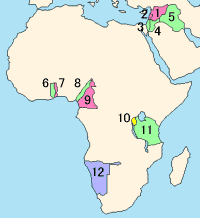
Các ủy trị ở Trung Đông và châu Phi, bao gồm:

Hai nguyên tắc điều hành đã hình thành cốt lõi của Hệ thống Uỷ trị, không phải là sự sáp nhập lãnh thổ và chính quyền của nó như một "sự tin tưởng thiêng liêng của nền văn minh" để phát triển lãnh thổ vì lợi ích của người dân bản xứ.
Khi Hội Quốc Liên ngừng hoạt động năm 1946, hầu hết các lãnh thổ ủy trị này (trường hợp ngoại trừ là Tây-Nam Phi) được chuyển đổi thành Lãnh thổ Ủy thác Liên Hợp Quốc và được quản lý bởi Hội đồng Quản thác Liên Hợp Quốc.

## Phân loại vùng ủy trị
Hội Quốc liên quyết định mức độ kiểm soát đúng đắn của các cường quốc Uỷ trị đối với các vùng lãnh thổ Uỷ trị theo các nguyên tắc riêng biệt. Tuy nhiên, trong mọi trường hợp, các cường quốc không được phép thiết lập các cơ sở quân sự hay tuyển mộ lính tráng trong khu vực mà mình ủy trị, đồng thời yêu cầu phải gửi một bản tường trình về vùng lãnh thổ cho Uỷ ban Thường trực Uỷ trị của Hội Quốc Liên.
Các vùng Uỷ trị sẽ được phân chia thành 3 loại chính dựa vào mực độ phát triển mà dân cư vùng đó đã đạt được tại thời điểm Uỷ trị.
Nhóm thứ nhất, hay còn gọi là vùng Uỷ trị loại A, là những vùng lãnh thổ thuộc quyền kiểm soát của Đế chế Ottoman cũ. Nhóm này được coi như "... đã phát triển đến một mức độ phát triển nhất định mà từ đó có thể tạm thời được công nhận là một quốc gia độc lập nhưng vẫn cần sự tham vấn từ phía các cường quốc cho đến khi họ có thể tự mình đứng lên được. Mong muốn của các cộng đồng dân cư này là yếu tố chính cần được cân nhắc chính trước khi lựa chọn trở thành vùng Uỷ trị"
Nhóm thứ hai, hay còn gọi là vùng Uỷ trị loại B, là những thuộc địa trước đây của Đức tại Tây và Trung Phi, được phía Đức gọi là các Schutzgebiete (các xứ bảo hộ hay vùng lãnh thổ), được cho là đặt dưới sự kiểm soát chặt chẽ hơn từ các cường quốc Uỷ trị "... các xứ Uỷ trị phải chịu trách nhiệm quản lý các vùng lãnh thổ này với điều kiện là phải có được sự tư do về tín ngưỡng cũng như về tôn giáo". Các nước ủy trị nghiêm cấm việc xây dựng các cơ sở quân sự hay căn cứ hải quân trong vùng ủy trị.
Vùng Uỷ trị loại C, bao gồm Tây Nam Phi và một số quần đảo ở khu vực Thái Bình Dương, được cho là "những vùng ủy trị được quản lý ở mức độ chặt chẽ nhất, đặt dưới luật pháp của xứ Uỷ trị với tư cách là một vùng lãnh thổ không thể tách rời".

## Danh sách lãnh thổ ủy trị
| Loại | Vùng ủy trị | Lãnh thổ trực thuộc                                                                           | Cường quốc ủy trị                       | Tên gọi tiền thân                            | Chủ quyền tiền thân | Ghi chú | Nhà nước hiện tại                                                 | Tài liệu |
| ---- | --- | --------------------------------------------------------------------------------------------- | --------------------------------------- | -------------------------------------------- | ------------------- | --- | ----------------------------------------------------------------- | --- |
| A    | Lãnh thổ Ủy trị Syria và Liban | Đại Liban                                                                                     | Pháp                                    | Một vài huyện (sancak) của Ottoman trước đây | Đế quốc Ottoman     | 29 tháng 9 năm 1923 – 24 tháng 10 năm 1945 Gia nhập Liên Hợp Quốc ngày 24 tháng 9 năm 1945 với tư cách là một quốc gia độc lập có chủ quyền. | Liban                                                             | không khung                                                                                                  |
| A    | Lãnh thổ Ủy trị Syria và Liban | Liên bang Syria · (1923 – 1925) Quốc gia Syria · (1925 – 1930) Cộng hòa Syria · (1930 – 1945) | Pháp                                    | Một vài huyện (sancak) của Ottoman trước đây | Đế quốc Ottoman     | 29 tháng 9 năm 1923 – 24 tháng 10 năm 1945 Vùng lãnh thổ ủy trị này bao gồm tỉnh Hatay (huyện Alexandretta trước đây thuộc Ottoman), tỉnh mà sau này tách khỏi vùng ủy trị ngày 2 tháng 9 năm 1938 để trở thành một xứ bảo hộ riêng biệt thuộc Pháp. Sau đó vùng này tồn tại cho đến khi tỉnh Hatay chuyển giao cho Thổ Nhĩ Kỳ ngày 29 tháng 7 năm 1939. Gia nhập Liên Hợp Quốc ngày 24 tháng 9 năm 1945 với tư cách là một quốc gia độc lập có chủ quyền. | Syria                                                             | không khung                                                                                                  |
| A    | Lãnh thổ Uỷ trị Palestine | Uỷ trị Palestine                                                                              | Vương quốc Liên hiệp Anh và Bắc Ireland | Các sancak xứ Jerusalem, Nablus và Acre.     | Đế quốc Ottoman     | 29 tháng 9 năm 1923 – 15 tháng 5 năm 1948 Kế hoạch phân chia Palestine của Liên Hợp Quốc nhằm phân chia các vùng phần còn lại của vùng Uỷ trị trong hòa bình thất bại. Thời kỳ Ủy trị của người Anh chính thức chấm dứt vào giữa các ngày 14 và 15 tháng 9 năm 1948.Vào tối ngày 14 tháng 9 năm 1945, Chủ tịch Cơ quan Do thái giáo Israel tuyên bố thành lập nhà nước Israel. Sau khi kết thức chiến tranh Palestine, nhà nước Israel kiểm soát 75% lãnh thổ vùng Uỷ trị cũ. Các phần lãnh thổ còn lại sau đó trở thành khu Bờ Tây của Vương quốc Hashemite Jordan và Chính phủ toàn Palestine ở dải Gaza nằm dưới sự kiểm soát của Ai Cập. | Israel · Palestine                                                | không khung                                                                                                  |
| A    | Lãnh thổ Uỷ trị Palestine | Tiểu vương quốc Transjordan                                                                   | Vương quốc Liên hiệp Anh và Bắc Ireland | Các sancak xứ Hauran và Karak                | Đế quốc Ottoman     | Tháng 4 năm 1921, Tiểu vương quốc Transjordan tạm thời thêm vào vùng lãnh thổ tự trị nằm dưới sự kiểm soát của người Anh, thể chế mà sau này trở thành Vương quốc Hashemite Transjordan độc lập (sau là Jordan) vào ngày 17 tháng 6 năm 1946 sau sự đồng phê chuẩn Hiệp ước London 1946. | Jordan                                                            | không khung                                                                                                  |
| A    | Không trực tiếp | Uỷ trị Iraq                                                                                   | Vương quốc Liên hiệp Anh và Bắc Ireland | Một vài huyện (sancak) của Ottoman trước đây | Đế quốc Ottoman     | Dự thảo Ủy trị của Anh đối với Lưỡng Hà không được ban hành và được thay thế bằng Hiệp ước Anh-Iraq vào tháng 10 năm 1922. Nước Anh cam kết hành động có trách nhiệm với vai trò Cường quốc Uỷ trị của vùng. Iraq giành được độc lập từ Vương quốc Anh vào ngày 3 tháng 10 năm 1932. | Iraq                                                              | |
| B    | Lãnh thổ Uỷ trị Đông Phi thuộc Bỉ                                                                                                   | Ruanda-Urundi                                                                                 | Bỉ                                      | Đông Phi thuộc Đức                           | Đế quốc Đức         | Từ 20 tháng 7 năm 1922 đến 13 tháng 12 năm 1946. Là hai vùng lãnh thổ riêng biệt của người Đức, hai xứ này gia nhập chung thành một vùng ủy trị duy nhất vào ngày 20 tháng 7 năm 1922. Từ 1 tháng 3 năm 1926 đến 30 tháng 6 năm 1960 vùng ủy trị này nằm trong một khối liên hiệp quản lý chung với vùng thuộc địa láng giềng là Congo thuộc Bỉ. Sau 13 tháng 12 năm 1946 khu vực này trở thành một vùng lãnh thổ ủy thác của Liên Hợp Quốc và tiếp tục nằm dưới sự quản lý của người Bỉ cho đến khi hai nhà nước là Rwanda và Burundi trong khu vực giành độc lập riêng rẽ vào ngày 1 tháng 7 năm 1962.                                     | Rwanda Burundi                                                    | không khung                                                                                                  |
| B    | Lãnh thổ Uỷ trị Đông Phi thuộc Anh                                                                                                  | Lãnh thổ Tanganyika                                                                           | Vương quốc Liên hiệp Anh và Bắc Ireland | Đông Phi thuộc Đức                           | Đế quốc Đức         | Từ 20 tháng 7 năm 1922 đến 13 tháng 12 năm 1946. Sau 13 tháng 12 năm 1946 khu vực này trở thành một vùng lãnh thổ ủy thác của Liên Hợp Quốc và vào ngày 1 tháng 5 năm 1962 giành được quyền tự trị nội bộ. Vào ngày 9 tháng 12 năm 1961, vùng này độc lập trong khi vẫn giữ nguyên người giữ vai trò nguyên thủ quốc gia là quân chủ nước Anh và vào ngày này năm sau thì trở thành một nước cộng hòa. Vào ngày 26 tháng 4 năm 1964, Tanganyika sát nhập với quần đảo Zanzibar kế cận để trở thành quốc gia Tanzania hiện tại. | Tanzania                                                          | Văn kiện tương đương với vùng lãnh thổ Ruanda-Urundi, với toàn bộ các điều khoản giống nhau về cơ bản.       |
| B    | Lãnh thổ Uỷ trị Cameroon thuộc Anh                                                                                                  | Cameroon thuộc Anh                                                                            | Vương quốc Liên hiệp Anh và Bắc Ireland | Cameroon thuộc Đức                           | Đế quốc Đức         | Trở thành lãnh thổ Ủy thác Liên Hợp Quốc sau Thế chiến thứ hai vào ngày 13 tháng 12 năm 1946. | Một phần Cameroon và Nigeria                                      | Văn kiện tương đương với vùng lãnh thổ Cameroon thuộc Pháp, với toàn bộ các điều khoản giống nhau về cơ bản. |
| B    | Lãnh thổ Uỷ trị Cameroon thuộc Pháp                                                                                                 | Cameroon thuộc Pháp                                                                           | Pháp                                    | Cameroon thuộc Đức                           | Đế quốc Đức         | Nằm dưới sự cai trị của Thứ trưởng Toàn quyền và đối với Uỷ trị Cameroon là Uỷ viên cho đến 27 tháng 8 năm 1940, về sau nằm dưới sự cai trị của thống đốc. Trở thành một phần của vùng lãnh thổ Uỷ thác Liên Hợp Quốc vào ngày 13 tháng 12 năm 1946. | Cameroon                                                          | không khung                                                                                                  |
| B    | Lãnh thổ Uỷ trị Togoland thuộc Anh                                                                                                  | Togoland thuộc Anh                                                                            | Vương quốc Liên hiệp Anh và Bắc Ireland | Togoland thuộc Đức                           | Đế quốc Đức         | Quan chức thuộc địa Anh quản lý vùng lãnh thổ do Thống đốc thuộc địa của Bờ biển Vàng thuộc Anh (nay là Ghana) bổ khuyết vào, ngoại trừ khoảng thời gian từ 30 tháng 9 năm 1920 đến 11 tháng 10 năm 1923 thì do Francis Walter Fillon Jackson quản lý riêng biêt với lãnh thổ Bờ biển Vàng. Chuyển đổi thành vùng lãnh thổ ủy thác do Liên Hợp Quốc quản lý ngày 13 tháng 12 năm 1946; đúng 10 năm sau đó vùng ủy thác giải thể khi lãnh thổ vùng sát nhập vào nhà nước Ghana. | Thung lũng Volta, Ghana.                                          | Văn kiện tương đương với vùng lãnh thổ Togoland thuộc Pháp, với toàn bộ các điều khoản giống nhau về cơ bản. |
| B    | Lãnh thổ Uỷ trị Togoland thuộc Pháp                                                                                                 | Togoland thuộc Pháp                                                                           | Pháp                                    | Togoland thuộc Đức                           | Đế quốc Đức         | Togoland nằm dưới sự quản lý của Uỷ viên cho đến 30 tháng 8 năm 1956, sau đó là Cao uỷ đối với Cộng hòa Tự trị Togo | Togo                                                              | không khung                                                                                                  |
| C    | Lãnh thổ Uỷ trị các vùng đất thuộc quyền sở hữu của Đức ở phía Nam bán cầu thuộc Thái Bình Dương ngoại trừ Nauru và Samoa thuộc Đức | Lãnh thổ New Guinea                                                                           | Úc                                      | New Guinea thuộc Đức                         | Đế quốc Đức         | Gồm New Guinea thuộc Đức và "các nhóm đảo nằm ở ngoài khơi vùng nước Nam Bán cầu cuả Thái Bình Dương không bao gồm Nauru và Samoa thuộc Đức". Từ ngày 17 tháng 9 năm 1920 thì nằm dưới sự cai trị, đầu tiên là của Quân quản (sau đó là các quan chức dân sự thông thường), sau chiến tranh thuộc quyền quản lý của các chỉ huy Nhật/Mỹ từ ngày 8 tháng 12 năm 1946 với tư cách là một vùng Uỷ thác của Liên Hợp Quốc và với tên gọi là Đông Bắc New Guinea (một vùng lãnh thổ hành chính trực thuộc Úc), sau đó thì trở thành một phần của Papua New Giunea khi nhà nước này độc lập năm 1975.                                              | Một phần lãnh thổ Papua New Guinea                                | Văn kiện tương đương với vùng lãnh thổ Nauru, với toàn bộ các điều khoản giống nhau về cơ bản.               |
| C    | Lãnh thổ Uỷ trị Nauru | Nauru                                                                                         | Vương quốc Liên hiệp Anh và Bắc Ireland | New Guinea thuộc Đức                         | Đế quốc Đức         | Vùng Uỷ trị của Anh, đồng quản lý bởi Úc, New Zealand và Anh. Trở thành một phần của lãnh thổ uỷ thác Liên Hợp Quốc sau khi thoát khỏi sự chiếm đóng của Nhật Bản trong thế chiến thứ hai. Nauru giành độc lập không điều kiện vào ngày 31 tháng 1 năm 1968. | Nauru                                                             | không khung                                                                                                  |
| C    | Lãnh thổ Uỷ trị các vùng đất thuộc quyền sở hữu của Đức ở phía Bắc bán cầu thuộc Thái Bình Dương                                    | Vùng Uỷ trị Nam Dương                                                                         | Đế quốc Nhật Bản                        | New Guinea thuộc Đức                         | Đế quốc Đức         | Được biết đến với tên gọi vùng Uỷ trị Nam Dường, vùng lãnh thổ trở thành lãnh thổ Uỷ thác Liên Hợp Quốc dưới sự quản lý của Hoa Kỳ. | Palau Quần đảo Marshall Liên bang Micronesia Quần đảo Bắc Mariana | Văn kiện tương đương với vùng lãnh thổ Nauru, với toàn bộ các điều khoản giống nhau về cơ bản.               |
| C    | Lãnh thổ Uỷ trị Samoa thuộc Đức | Tây Samoa                                                                                     | New Zealand                             | Samoa thuộc Đức                              | Đế quốc Đức         | Từ 17 tháng 12 năm 1920 là lãnh thổ ủy trị của Hội Quốc Liên, từ 25 tháng 1 năm 1947 trở thành một vùng lãnh thổ Uỷ thác của Liên Hợp Quốc, từ 1 tháng 1 năm 1962 trở thành một quốc gia độc lập. | Samoa                                                             | Văn kiện tương đương với vùng lãnh thổ Nauru, với toàn bộ các điều khoản giống nhau về cơ bản.               |
| C    | Lãnh thổ Uỷ trị Tây Nam Phí thuộc Đức                                                                                               | Tây Nam Phi                                                                                   | Nam Phi                                 | Tây Nam Phi thuộc Đức                        | Đế quốc Đức         | Từ ngày 1 tháng 10 năm 1932, vùng hành chính Vịnh Walvis (lúc này vẫn còn dưới quyền Thẩm phán trưởng; kể từ 16 tháng 3 năm 1931 được trao quy chế Thành phố, vì vậy nằm dưới sự cai quản của Thị trưởng) cũng được quy vào lãnh thổ ủy trị. | Namibia                                                           | Văn kiện tương đương với vùng lãnh thổ Nauru, với toàn bộ các điều khoản giống nhau về cơ bản.               |